# Just Like a Man
Just Like a Man är en sång skriven av Leslie Reed och Barry Mason, och inspelad av Margaret Whiting. Med text på svenska av Patrice Hellberg spelades den in 1967 av Lill Lindfors, som En så'n karl.
Anne-Lie Rydé spelade in En så'n karl på coveralbumet Stulna kyssar 1992.
2013–2014 låg Agnes Carlssons version av En så'n karl på Svensktoppen i åtta veckor.